# North Down
North Down is een voormalig district (met borough status) in Noord-Ierland. Het is sinds 2015 deel van het district Ards and North Down. North Down telde in 2007 78.700 inwoners. De oppervlakte bedraagt 81 km², de bevolkingsdichtheid is 971,6 inwoners per km².
Van de bevolking is 80,5% protestant en 12,6% katholiek.
Antrim · Ards · Armagh · Ballymena · Ballymoney · Banbridge · Belfast · Carrickfergus · Castlereagh · Coleraine · Cookstown · Craigavon · Derry (Londonderry) · Down · Dungannon en South Tyrone · Fermanagh · Larne · Limavady · Lisburn · Magherafelt · Moyle · Newry and Mourne · Newtownabbey · North Down · Omagh · Strabane